# Pteridiospora javanica
Pteridiospora javanica är en svampart som beskrevs av Penz. & Sacc. 1897. Pteridiospora javanica ingår i släktet Pteridiospora, klassen Dothideomycetes, divisionen sporsäcksvampar och riket svampar.   Inga underarter finns listade i Catalogue of Life.